# فیلم‌شناسی جمشید مشایخی
جمشید مشایخی (۱۳۱۳ – ۱۳۹۸) بازیگر ایرانی بود. وی برگزیدهٔ ششمین دورهٔ همایش چهره‌های ماندگار و دارای نشان درجه یک فرهنگ و هنر بود. یکی از تماشاخانه‌های تئاتر خاوران تهران به نام اوست.

## سینما
| سال  | نام                     | کارگردان                         | نقش          |
| ---- | ----------------------- | -------------------------------- | ------------ |
| ۱۳۹۷ | سینما شهر قصه           | کیوان علی‌محمدی و علی‌اکبر حیدری   |              |
| ۱۳۹۷ | اینجا هم باران می‌بارد   | محمد متوسلانی                    |              |
| ۱۳۹۵ | بن‌بست وثوق              | حمید کاویانی                     |              |
| ۱۳۹۴ | رفقای خوب               | مجید قاری‌زاده                    |              |
| ۱۳۹۳ | پدر آن دیگری            | یدالله صمدی                      |              |
| ۱۳۹۲ | پایان خدمت              | حمید زرگرنژاد                    |              |
| ۱۳۹۲ | رنج و سرمستی            | جهانگیر الماسی                   |              |
| ۱۳۹۰ | چک                      | کاظم راست‌گفتار                   |              |
| ۱۳۸۹ | جرم                     | مسعود کیمیایی                    | مرتضی افجه‌ای |
| ۱۳۸۹ | سیزده ۵۹                | سامان سالور                      |              |
| ۱۳۸۸ | زمهریر                  | علی روئین‌تن                      |              |
| ۱۳۸۷ | یک گزارش واقعی          | داریوش فرهنگ                     |              |
| ۱۳۸۵ | نسکافه داغ داغ          | علی قوی تن                       |              |
| ۱۳۸۴ | این ترانه عاشقانه نیست  | رحمان رضایی                      |              |
| ۱۳۸۳ | یک بوس کوچولو           | بهمن فرمان آرا                   |              |
| ۱۳۸۳ | پل سیزدهم               | فرهاد قریب                       |              |
| ۱۳۸۲ | بله‌برون                 | داوود موثقی                      |              |
| ۱۳۸۲ | شمعی در باد             | پوران درخشنده                    |              |
| ۱۳۸۱ | آبادان                  | مانی حقیقی                       |              |
| ۱۳۸۱ | بانوی من                | یدالله صمدی                      |              |
| ۱۳۸۱ | چشمان سیاه              | ایرج قادری                       |              |
| ۱۳۸۰ | خانه‌ای روی آب           | بهمن فرمان‌آرا                    | دکتر لطیفیان |
| ۱۳۸۰ | کاغذ بی خط              | ناصر تقوایی                      |              |
| ۱۳۷۸ | طهران روزگار نو         | علی حاتمی                        |              |
| ۱۳۷۷ | کمیته مجازات            | علی حاتمی                        |              |
| ۱۳۷۶ | بادام‌های تلخ            | کاظم معصومی                      |              |
| ۱۳۷۶ | تنها                    | علی قوی تن                       |              |
| ۱۳۷۵ | حریف دل                 | رضا گنجی                         |              |
| ۱۳۷۴ | اعاده امنیت             | حمید رخشانی                      |              |
| ۱۳۷۴ | سلام به انتظار          | کریم آتشی                        |              |
| ۱۳۷۳ | اشک و لبخند             | شاپور قریب                       |              |
| ۱۳۷۳ | التهاب                  | مرتضی هرندی                      |              |
| ۱۳۷۳ | بی‌قرار                  | مجید قاری زاده                   |              |
| ۱۳۷۳ | حالا چه شود!            | محمد جعفری هرندی                 |              |
| ۱۳۷۳ | راه افتخار              | داریوش فرهنگ                     |              |
| ۱۳۷۳ | روز واقعه               | شهرام اسدی                       |              |
| ۱۳۷۳ | کوسه‌ها                  | حمیدرضا آشتیانی پور              |              |
| ۱۳۷۳ | مجازات                  | جهانگیر جهانگیری                 |              |
| ۱۳۷۱ | آلما                    | اکبر صادقی                       |              |
| ۱۳۷۱ | دلاوران کوچه دلگشا      | حسن هدایت                        |              |
| ۱۳۷۱ | شکوه بازگشت             | سیروس مقدم                       |              |
| ۱۳۷۱ | ماه عسل                 | حجت‌الله سیفی                     |              |
| ۱۳۷۰ | خانواده کوچک ما         | شاپور قریب                       |              |
| ۱۳۷۰ | دندان طلا               | حسین فردرو                       |              |
| ۱۳۷۰ | راز چشمه سرخ            | علی سجادی حسینی                  |              |
| ۱۳۶۹ | چون ابر در بهاران       | سعید امیرسلیمانی                 |              |
| ۱۳۶۹ | گالان                   | امیر قویدل                       |              |
| ۱۳۶۹ | ملک خاتون               | حسن محمدزاده                     | عمو کرم      |
| ۱۳۶۸ | دخترک کنار مرداب        | علی ژکان                         |              |
| ۱۳۶۸ | رانده‌شده                | جهانگیر جهانگیری                 |              |
| ۱۳۶۷ | سرب                     | مسعود کیمیایی                    |              |
| ۱۳۶۷ | شاخه‌های بید             | امرالله احمدجو                   |              |
| ۱۳۶۶ | تحفه‌ها                  | ابراهیم وحیدزاده                 |              |
| ۱۳۶۶ | سایه‌های غم              | شاپور قریب                       |              |
| ۱۳۶۶ | سیمرغ                   | اکبر صادقی                       |              |
| ۱۳۶۶ | مکافات                  | منوچهر مصیری                     |              |
| ۱۳۶۵ | تصویر آخر               | مهدی صباغ‌زاده                    |              |
| ۱۳۶۵ | حریم مهرورزی            | سعید اسدی و حمید تمجیدی          |              |
| ۱۳۶۵ | سراب                    | سعید اسدی و حمید تمجیدی          |              |
| ۱۳۶۵ | طلسم                    | داریوش فرهنگ                     |              |
| ۱۳۶۵ | ملاقات                  | خسرو معصومی                      |              |
| ۱۳۶۴ | آوار                    | سیروس الوند                      |              |
| ۱۳۶۴ | پدربزرگ                 | مجید قاری زاده                   |              |
| ۱۳۶۴ | ستاره دنباله‌دار         | سیروس کاشانی‌نژاد                 |              |
| ۱۳۶۴ | گردباد                  | کامران قدکچیان                   |              |
| ۱۳۶۴ | گمشده                   | مهدی صباغ‌زاده                    |              |
| ۱۳۶۲ | پیراک                   | کوپال مشکوت                      |              |
| ۱۳۶۲ | گل‌های داوودی            | رسول صدرعاملی                    |              |
| ۱۳۶۲ | تفنگدار                 | جمشید حیدری                      |              |
| ۱۳۶۲ | خانه عنکبوت             | علیرضا داوودنژاد                 |              |
| ۱۳۶۲ | کمال‌الملک               | علی حاتمی                        |              |
| ۱۳۶۱ | دادا                    | ایرج قادری                       |              |
| ۱۳۵۹ | گفت هرسه نفرشان         | غلامعلی عرفان                    |              |
| ۱۳۵۶ | سوته‌دلان                | علی حاتمی                        |              |
| ۱۳۵۶ | شارلوت به بازارچه می‌آید | عباس جلیلوند                     |              |
| ۱۳۵۶ | ماهی‌ها در خاک می‌میرند   | امیر مجاهد و محمد دلجو           |              |
| ۱۳۵۵ | بت‌شکن                   | شاپور قریب                       |              |
| ۱۳۵۵ | ماه عسل                 | فریدون گله                       |              |
| ۱۳۵۴ | ذبیح                    | محمد متوسلانی                    |              |
| ۱۳۵۴ | صدای صحرا               | نادر ابراهیمی                    |              |
| ۱۳۵۳ | آب                      | حبیب کاووش                       |              |
| ۱۳۵۳ | شازده احتجاب            | بهمن فرمان آرا                   |              |
| ۱۳۵۲ | بی‌حجاب                  | ایرج قادری                       |              |
| ۱۳۵۲ | نفرین                   | ناصر تقوایی                      |              |
| ۱۳۵۱ | آبنبات‌چوبی              | امان منطقی                       |              |
| ۱۳۵۱ | اتل متل توتوله          | ایرج قادری                       |              |
| ۱۳۵۱ | باشرف‌ها                 | قدرت‌اله بزرگی                    |              |
| ۱۳۵۱ | پدر که ناخلف افتد       | محمدکریم رکنی                    |              |
| ۱۳۵۱ | چشمه                    | اسماعیل نوری‌علاء                 |              |
| ۱۳۵۱ | مطرب                    | اسماعیل نوری‌علاء                 |              |
| ۱۳۵۰ | آسمون بی‌ستاره           | حمید مجتهدی                      |              |
| ۱۳۵۰ | پل                      | خسرو پرویزی                      |              |
| ۱۳۵۰ | سه تا جاهل              | پرویز نوری                       |              |
| ۱۳۵۰ | شکار انسان              | ناصر محمدی                       |              |
| ۱۳۵۰ | فریاد                   | سلیمان میناسیان                  |              |
| ۱۳۵۰ | مردان خشن               | صابر رهبر                        |              |
| ۱۳۴۹ | پسر زاینده‌رود           | حسین مدنی                        |              |
| ۱۳۴۹ | جوانی هم عالمی دارد     | عباس دستمالچی                    |              |
| ۱۳۴۹ | طلوع                    | سلیمان میناسیان و هراند میناسیان |              |
| ۱۳۴۸ | قیصر                    | مسعود کیمیایی                    |              |
| ۱۳۴۸ | گاو                     | داریوش مهرجویی                   |              |
| ۱۳۴۴ | خشت و آینه              | ابراهیم گلستان                   |              |

## تلویزیون
| سال       | نام                          | کارگردان                            | توضیحات |
| --------- | ---------------------------- | ----------------------------------- | --- |
| ۱۳۹۶      | در جستجوی آرامش              | سعید سلطانی                         | شبکه پنج |
| ۱۳۹۵      | در قصه‌ها زندگی می‌کنند        | داود بیدل                           | شبکه ۲ |
| ۱۳۹۵      | پادری                        | محمدحسین لطیفی                      | شبکه ۱و شبکه تهران |
| ۱۳۹۴–۱۳۹۵ | معمای شاه                    | محمدرضا ورزی                        | شبکه ۱ |
| ۱۳۹۳      | همه‌چیز آنجاست                | شهرام شاه‌حسینی                      | شبکه ۳ |
| ۱۳۹۳      | راه شیری                     | گروه کارگردانان                     | شبکه ۲ تولید این مجموعه، از سال ۱۳۸۷ آغاز شد.                                                                                      |
| ۱۳۹۳      | تله‌فیلم به من نگو قراضه      | محسن یوسفی                          | شبکه ۱ |
| ۱۳۹۳–۱۳۹۲ | نیلی‌تر از مهتاب              | محسن یوسفی                          | شبکه ۳ |
| ۱۳۹۱      | تله‌فیلم «اولین باران پائیزی» | افسانه منادی                        | |
| ۱۳۹۰      | تله‌فیلم «مأموریت غیرممکن»    | جواد رجب‌زاده                        | |
| ۱۳۸۹      | ستایش                        | سعید سلطانی                         | شبکه ۳ |
| ۱۳۸۹      | تبریز در مه                  | محمدرضا ورزی                        | شبکه ۱ |
| ۱۳۸۸      | تله‌فیلم «غریبه‌ها»            | یزدان فتوحی                         | بازیگر مهمان (حضور افتخاری) |
| ۱۳۸۸      | مجموعه تلویزیونی «خانه مهر»  | مهدی نوربخش                         | شبکه ۳ |
| ۱۳۸۷      | پنهان، اما آشکار             | سیدمحسن یوسفی                       | شبکه ۵ |
| ۱۳۸۵      | آخرین گناه                   | حسین سهیلی‌زاده                      | در رمضان ۱۳۸۵ از شبکه ۲ پخش شد. |
| ۱۳۸۴      | بوی گل‌های وحشی               | حسینعلی لیالستانی                   | در سال ۱۳۸۵ از شبکه ۲ پخش شد. |
| ۱۳۸۴      | عشق گمشده                    | حسین سهیلی‌زاده                      | شبکه ۳ |
| ۱۳۸۴–۱۳۸۳ | پیله‌های پرواز                | حسین سهیلی‌زاده                      | در نقش «دایی خلیل» |
| ۱۳۸۲      | مهمان‌پذیر طوبی               | منوچهر پوراحمد                      | در نوروز ۱۳۸۳ از شبکه ۱ پخش شد؛ بازیگر مهمان                                                                                       |
| ۱۳۸۱      | ثارالله                      | شهریار بحرانی                       | در نقش «هانی بن عروه» |
| ۱۳۸۱      | بدون شرح                     | مهدی مظلومی                         | شبکه ۳؛ بازیگر مهمان |
| ۱۳۸۱–۱۳۷۸ | روشن‌تر از خاموشی             | حسن فتحی                            | در نقش شیخ بهایی |
| ۱۳۸۰      | هفت گنج                      | مسعود رشیدی                         | شبکه ۲ |
| ۱۳۷۹      | طلوع                         | حسین شهابی                          | محصول شبکه یک و سیمای مرکز کیش |
| ۱۳۷۹      | ذبیح                         | عباس مرادیان مصطفی پورحامدی         | محصول سیمای مرکز یزد |
| ۱۳۷۹      | سیمای پنهان آب               | عباس حمیدیان                        | مجری |
| ۱۳۷۸      | مادر                         | مسعود فروتن                         | شبکه ۱ |
| ۱۳۷۸      | یکی بود، یکی نبود            | جواد ارشاد                          | |
| ۱۳۷۸      | شب‌زدگان                      | امیرحسین قهرایی                     | شبکه ۵ |
| ۱۳۷۷      | راه سوم                      | قاسم جعفری                          | شبکه ۳ |
| ۱۳۷۶–۱۳۷۴ | پهلوانان نمی‌میرند            | حسن فتحی                            | کارگردان تلویزیونی: بیژن صمصامی |
| ۱۳۷۶–۱۳۷۵ | بازگشت به خانه               | مسعود نوابی                         | شبکه ۱ |
| ۱۳۷۵      | بهشت گم‌شده                   | کامران قدکچیان                      | شبکه ۳ |
| ۱۳۷۵      | ضیافت                        | حسین فرخی                           | شبکه ۱ |
| ۱۳۷۴      | عیاران                       | کاظم بلوچی                          | |
| ۱۳۷۴      | دو پنجره                     | پاشا شاهنده                         | شبکه سه |
| ۱۳۷۴      | سلام به انتظار               | کریم آتشی                           | |
| ۱۳۷۳      | هدف گم‌شده                    | یوسف سیدمهدوی                       | شبکه ۱ |
| ۱۳۷۳–۱۳۷۲ | باغ گیلاس                    | مجید بهشتی                          | شبکه ۱ |
| ۱۳۷۲      | سنگ و شیشه                   | جمشید حیدری                         | شبکه ۲ |
| ۱۳۷۲      | گزارش، نقطه صفر              | محسن شاه‌محمدی                       | شبکه ۱ |
| ۱۳۷۲      | تاریخ روابط ایران و انگلیس   | مرتضی جعفری                         | شبکه ۱ |
| ۱۳۷۱      | بیا تا گل برافشانیم          | خسرو ملکان                          | |
| ۱۳۷۱      | قافله این عمر                | مجید بهشتی                          | مجموعهٔ ۴ قسمتی از گروه اقتصاد شبکه ۱                                                                                               |
| ۱۳۷۰      | امام علی                     | داوود میرباقری                      | در نقش عبدالله بن مسعود |
| ۱۳۶۹      | پیک سحر                      | خسرو ملکان                          | شبکه ۱ |
| ۱۳۶۹–۱۳۶۸ | میهمان                       | خسرو ملکان                          | |
| ۱۳۶۸      | چراغ خانه                    | منوچهر پوراحمد                      | شبکه ۱ |
| ۱۳۶۷      | زندگی و جنگ                  | احمد نجیب‌زاده                       | نویسنده: احمد بهبهانی |
| ۱۳۶۸–۱۳۶۶ | با سلسله حکمت                | اکبر خواجویی سیروس مقدم مرتضی جعفری | شبکه ۱ |
| ۱۳۶۶–۱۳۵۸ | هزاردستان                    | علی حاتمی                           | در نقش «رضا خوشنویس/ تفنگچی» |
| ۱۳۶۴      | پاییز صحرا                   | اسدالله نیک‌نژاد                     | در نقش «آقای کاظمی» - شبکه ۱ |
| ۱۳۵۶      | تله فیلم «گمشده»             | پرویز نوری                          | در نقش یک بیمار روانی در جستجوی همسر گمشده‌اش                                                                                       |
| ۱۳۵۶      | مستنطق                       | عباس جوانمرد شاپور قریب             | نمایش داده نشد. |
| ۱۳۵۶      | طلاق                         | مسعود اسداللهی                      | |
| ۱۳۵۴      | سلطان صاحبقران               | علی حاتمی                           | این سریال در ۱۳ قسمت و به صورت سیاه سفید، برای نخستین بار از «۱۵ آبان ۱۳۵۴» و برای بار دوم، از «۷ تیرماه ۱۳۵۶» پخش شد.             |
| ۱۳۵۳–۱۳۵۲ | گذر خلیل ده‌مرده              | محمود استادمحمد                     | پخش این سریال از دوشنبه «۶ خرداد ۱۳۵۳» به جای سریال «خانه به دوش» (مراد برقی) آغاز شد و در ۱۳ قسمت روی آنتن رفت.                   |
| ۱۳۵۳–۱۳۵۲ | داستان‌های مولوی              | علی حاتمی                           | در نوروز ۱۳۵۳، در ۶ قسمت از تلویزیون پخش شد.                                                                                       |
| ۱۳۵۲      | تله‌فیلم «پرده‌برداری»         | پرویز تأییدی                        | نویسنده: پی‌یر ماریا روسو دی سان سِکوندو                                                                                             |
| ۱۳۴۴      | تله‌تئاتر «گاو»               | جعفر والی                           | نسخه سینمایی آن در سال ۱۳۴۸، بر اساس داستان چهارم کتاب عزاداران بیل اثر غلامحسین ساعدی، توسط داریوش مهرجویی ساخته شد.              |
| ۱۳۴۴      | تله‌تئاتر «کلبه‌ای در جنگل»    | رکن‌الدین خسروی                      | نویسنده: روپرت بروک اسماعیل محرابی، گلی مقتدر، منوچهر فرید، جمیله شیخی و اسماعیل داورفر هم در این نمایش تلویزیونی بازی کرده بودند. |
| ۱۳۴۲      | تله‌تئاتر «مترسکها در شب»     | جعفر والی                           | نویسنده: بهرام بیضایی |
| ۱۳۴۲      | تله‌تئاتر «افعی طلایی»        | عباس جوانمرد                        | نویسنده: علی نصیریان |
| ۱۳۴۱      | تله‌تئاتر «آتشکده»            | علی نصیریان                         | فرزانه تأییدی و مهین شهابی هم در این نمایش تلویزیونی بازی کرده بودند.                                                              |
| ۱۳۴۱      | تله‌تئاتر «اسب سفید»          | رکن‌الدین خسروی                      | در نقش یکی از سرداران مغول |
| ۱۳۴۰      | تله‌تئاتر «مزرعه‌های سبز»      | رکن‌الدین خسروی                      | اسماعیل داورفر، فخری خوروش، فرزانه تأییدی و محمدعلی کشاورز هم در آن بازی کرده بودند.                                               |
| ۱۳۳۹      | تله‌تئاتر «منطقه جنگی»        | عباس جوانمرد                        | نویسنده: یوجین اونیل |
| ۱۳۳۹      | تله‌تئاتر «بعد از سی سال»     | علی نصیریان                         | در مرداد ۱۳۳۹ پخش شد و در آن «جمیله شیخی» ، «جمشید لایق»، «اسماعیل شنگله»، «علی نصیریان» و «پرویز کاردان» هم بازی کرده بودند.      |